# Съмър Глау
Съмър Лин Глау (на английски: Summer Lyn Glau) е американска танцьорка и актриса. Добива известност с ролята си на Ривър Там в телевизионния сериен филм „Светулка“ (Firefly), а след това и в игралния филм „Серенити“ (Serenity). Новият ѝ сблъсък с известността е след излъчването на първия сезон на „Терминатор: Хрониките на Сара Конър“, където играе ролята на Камерън Филипс.

## Биография
Родена е на 24 юли 1981 в Сан Антонио, Тексас. От малка Глау започва с танци като фламенко и танго. На 12 години се появява по телевизията за пръв път. Появява се в „Love Conquers Al“ – епизод от сериала „Златното куфарче“. Има малка роля във филма „Безсъние“, в който играе ролята на гимназистката Шери. Тя също така участва в един епизод на сериала „От местопрестъплението“ и във втория сезон на „Отряд за бързо реагиране“.
След преместването ѝ в Лос Анджелис през 2002 г. първият телевизионен кредит на Глау е гостуваща роля като балерина в епизода „Waiting in the Wings“ (епизод 3х13, 2002) на телевизионния сериал „Ангел“. Там тя е „хванала окото“ на режисьора Джос Уидън, който по-късно я назначава в неговите къси, предавани на живо серии – „Светулка“, където тя играе Ривър Там, роля която тя представя и в игралния филм „Серенити“.
Глау е номинирана за най-добра актриса на 2005 година от списание SFX и получава през 2005 награда „Сатурн“ за поддържаща женска роля за нейното представяне в „Серенити“. През 2008 е наградена с друга награда „Сатурн“ за представянето ѝ като Камерън Филипс в „Терминатор: Хрониките на Сара Конър“.
През 2006 г. играе ролята на шизофреничката Тес Донър в сериала „4400“ (в епизода „Събуждащ звън“). Участва още в „50 – 50“.
Най-добрата ѝ роля е в „Терминатор: Хрониките на Сара Конър“, където играе терминатора Камерън, пратен от бъдещето да защити Сара и синът ѝ Джон от Скайнет. Седмия епизод от сериала – „Ръката на демона“ включва сцени, в които Глау (като герой Камерън) играе балет.

## Филмография
| Година | Филм                                   | Роля            | Забележка |
| ------ | -------------------------------------- | --------------- | --- |
| 2002   | „Ангел“                                | примабалерина   | ТВ-епизод („Waiting in the Wings“) |
| 2002   | „Светулка“                             | Ривър Там       | ТВ-сериал |
| 2003   | „Златното куфарче“                     | Пеги Прат       | ТВ-епизод („Love Conquers Al“) |
| 2004   | Sleepover                              | Ticket Girl     | Feature film |
| 2004   | „От местопрестъплението“               | Mandy Cooper    | ТВ-епизод („What's Eating Gilbert Grissom?“) |
| 2005   | „Серенити“                             | Ривър Там       | Feature film |
| 2006   | Mammoth                                | Jack            | ТВ филм |
| 2006   | The Initiation of Sarah                | Lindsey Goodwin | ТВ филм |
| 2007   | The Unit                               | Crystal Burns   | ТВ епизодите („Extreme Rendition“, „Force Majeure“, „Report by Exception“, „The Broom Cupboard“, „Johnny B. Good“, "The Water is Wide" и „Outsiders“) |
| 2007   | „4400“                                 | Тес Донър       | ТВ сериал |
| 2007   | „Терминатор – Хрониките на Сара Конър“ | Камерън Филипс  | ТВ сериал |